# Judba
Judba är en ort i den pakistanska provinsen Khyber Pakhtunkhwa. Den är huvudort för distriktet Torghar, och folkmängden uppgick till cirka 5 000 invånare vid folkräkningen 2017.